# Dragan Šutanovac
Dragan Šutanovac (Beograd, 24. srpnja 1968.) je bivši ministar obrane Srbije i visoki dužnosnik Demokratske stranke.

## Životopis
U Beogradu završio osnovnu školu i gimnaziju, a diplomirao je na Strojarskom fakultetu Sveučilišta u Beogradu - odsjek hidroenergetika. Posebno se specijalizao u području sigunosti na tečajevima u SAD i Njemačkoj. U razdoblju od travnja do svibnja 2000. godine, bio je stažist Europskog parlamenta u Strasbourgu i Bruxellesu. Nakon promjene vlasti u Srbiji, studenog iste godine imenovan je za posebnog savjetnika ministra unutarnjih poslova SRJ, a 2001. godine za pomoćnika ministra.
Za zastupnika u Skupštini Srbije izabran je 2000., 2003., i 2007. godine. U razdoblju od 2002. do 2003. bio je predsjednik Odbora za sigurnost Skupštine Srbije. 
Za ministra obrane izabran je 15. svibnja 2007. godine, a na dužnosti je bio do 27. srpnja 2012. godine.